# 북삼중학교
북삼중학교(北三中學校)는 대한민국 경상북도 칠곡군 북삼읍 인평리에 있는 공립 중학교이다.

## 학교 연혁
- 1983년 2월 28일 : 약목중학교 북삼분교장 설립인가
- 1991년 9월 1일 : 북삼중학교 승격
- 1991년 11월 15일 : 현 신축 교사로 이전
- 2005년 11월 17일 : 교육인적자원부 지정 인성시범교육청 연구중심학교 공개(도지정)
- 2008년 9월 23일 : 본교 다목적강당 '두빛나래' 개관
- 2013년 4월 1일 : 교과교실제(선진형) 운영학교(도교육청 지정)
- 2013년 4월 1일 : 자유학기제 연구학교(교육부 지정)
- 2018년 1월 9일 : 2017명품동아리 인증 - la-la school
- 2018년 3월 1일 : 어깨동무학교 운영
- 2019년 3월 1일 : 교육복지우선지원사업 선정
- 2023년 12월 21일 : 제33회 졸업식(졸업생 172명, 총 졸업생 6,887명)
- 2024년 3월 1일 : 제18대 김정미 교장 취임
- 2024년 3월 4일 : 제36회 입학식(입학생 175명)

## 참고 자료
- 북삼중학교 - 한국교육학술정보원 학교알리미